# Popowce (obwód lwowski)
Popowce (ukr. Попівці) – wieś na Ukrainie w rejonie złoczowskim należącym do obwodu lwowskiego.
Do 2020 w rejonie brodzkim. 

## Położenie
Na podstawie Słownika geograficznego Królestwa Polskiego i innych krajów słowiańskich: Popowce to wieś w powiecie brodzkim, 27 km na południowy wschód od Brodów, 18 km na północ od sądu powiatowego w Załoźcach.